# Una maestra con Ángel
Una maestra con Ángel es una película mexicana que se estrenó el 31 de marzo de 1994. Dirigida por José Antonio de la Riva, con un guion de Francisco Sánchez y Carlos Enrique Taboada, música de Cristina Abaroa, y protagonizada por Gaby Rivero y Gonzalo Vega y un gran elenco.

## Sinopsis
Una maestra de piano es contratada por un ingeniero y ecologista viudo del estado de Michoacán, para enseñar piano a sus 2 hijos menores. La historia inicia con la Maestra Andrea Miranda (Gaby Rivero) terminando su relación con su novio Edgar (Miguel Pizarro). Después es contratada por el Señor Luis Servín (Gonzalo Vega) para dar clases de piano a sus hijos en el estado de Michoacán. Andrea acepta para olvidar su reciente rompimiento. Se traslada al estado donde conoce a los hijos menores de Luis, Bruno (Diego Sieres) y Elsa (Martha Ahijar) los cuales la aceptan de inmediato, y también a la hija mayor de Luis, Julia (Cecilia Tijerina) la cual está en la adolescencia, y rechaza a la maestra y tratandola mal. La historia se complica cuando Luis detecta una tala de árboles clandestina, e identifica al jefe, el señor Ramiro Tomás (Jorge Russek). Al cual amenaza con denunciar y comienza su lucha por detenerlo y salvar la naturaleza. 
Llega a visitarlos la novia de Luis, la señorita Lisa (Alma Delfina), la cual trata con reserva a Andrea, percibiendo la atracción entre Luis y Andrea, ya que un día no se despierta para pasear con Luis y por eso invita a Andrea al paseo y le muestra el santuario de la Mariposa Monarca. Todo se complica el día que Lisa trata de acercarse a los niños y provoca que su caballo Metal se desboque, haciendo que los niños salgan corriendo tras el caballo, y perdiéndose en el bosque, por lo que Andrea sale a buscarlos bajo la lluvia, y encontrándolos. Acción que provoca que Julia la empiece a apreciar y atreverse a contarle sus secretos, en el que incluye uno en el que empieza a andar con Darío (Ignacio Guadalupe), un hombre casado, el cual le pide tener relaciones y no aceptando ella, por lo que él la deja.  
La niña Elsa se enferma grave, debido a la lluvia, donde casi le da pulmonía y Andrea la cuida durante toda la enfermedad y ayudando a Luis a darse cuenta de que a Lisa no le interesan sus hijos, y enamorándose más de Andrea. Viéndola como una ángel que llega a sus vidas.
Luis denuncia a Ramiro Tomás, logrando una redada en una tala de árboles, donde detienen a toda la gente de Ramiro, provocando la ira de éste, por lo cual va a intentar matarlo, a lo que Andrea se pone frente a Luis para protegerlo, en un descuido de Ramiro, Luis logra quitarle la pistola y logran detenerlo. 
Julia termina desengañándose de su enamorado Darío al ver que no se va a divorciar. Andrea rechaza nuevamente a su exnovio Edgar, que la va a buscar a la hacienda y Luis termina con Lisa, por lo que le pide a Andrea que no se vaya y que se casen. Los hijos prefieren a Andrea y culmina con un beso apasionado entre Andrea Miranda y Luis Servín.

## Reparto
- Gabriela Rivero como Andrea Miranda
- Gonzalo Vega como Luis Servín
- Alma Delfina como Lisa
- Jorge Russek como Ramiro Tomás
- Josefina Echánove como María
- Cecilia Tijerina como Julia
- Martha Ahijar como Elsa
- Diego Sieres como Bruno
- Verónica Langer
- Miguel Pizarro como Edgar
- Ignacio Guadalupe como Darío
- Verónica Merchant como Esposa de Darío
- Eduardo López Rojas como Don Mauro
- Julián Pastor
- Jorge Fegan